# Korf
Korf (rus. Корф) je naselje gradske vrste u Rusiji, u Korjačkom autonomnom okrugu, u Oljutorskom rajonu.

## Zemljopisni položaj
Nalazi se na istočnoj obali poluotoka Kamčatke, na prevlaci unutar Korfskog zaljeva. Udaljen je oko 370 km prema sjeveroistoku od Palane, upravnog središta autonomnog okruga, a od središta rajona, Tiličika, 8 km zračne crte, s druge strane zatona kojeg tvori prevlaka (skoro ga zatvarajući i tvoreći jezero; vrh te prevlake je vrlo blizu glavnom kopnu) na kojoj se nalazi Korf. Cestom je put dug 25 km. 
Nalazi se na 60°20′sjeverne zemljopisne širine i 165°53′istočne zemljopisne dužine.

## Ime
Ime je dobila u čast ruskog generala i prvog gubernatora Amurskog kraja, Andreja Nikolajeviča Korfa. 
Broj stanovnika: 3,1 tisuća (1989.).

## Gospodarstvo
U blizini se nalaze naslage ugljena.
Od 24. kolovoza 1927. postoji Korfski ribokombinat (Корфский рыбокомбинат, danas ЗАО «Корякрыба»).

## Promet
Postoji pristanište i zračna luka.

## Vanjske poveznice
- Korf na Google mapsu